# Walking Tall 2 - La rivincita
Walking Tall 2 - La rivincita (Walking Tall: The Payback) è un film del 2007 diretto da Tripp Reed. È il sequel del film del 2004 A testa alta diretto da Kevin Bray e interpretata da Dwayne Johnson e seguito da Walking Tall 3 - Giustizia personale sempre del 2007.

## Trama
Nick Prescott, un ex militare dei gruppi speciali, torna nella suo paese in Texas: poco dopo, suo padre viene ucciso. Prescott scopre che gli assassini fanno parte di un'organizzazione criminale che sta tentando di prendere il controllo della città.